# Oli Rahman
Oli Rahman, född den 7 juli 1975, är en ghanansk fotbollsspelare som tog OS-brons i herrfotbollsturneringen vid de olympiska sommarspelen 1992 i Barcelona. 